# Lucheng, Changzhi
Lucheng är ett stadsdistrikt,  som lyder under Changzhis stad på prefekturnivå i Shanxi-provinsen i norra Kina. Före 19 juni 2018 hade det status som stad på häradsnivå.